# Antirhea philippinensis
Antirhea philippinensis är en måreväxtart som först beskrevs av George Bentham, och fick sitt nu gällande namn av Robert Allen Rolfe. Antirhea philippinensis ingår i släktet Antirhea och familjen måreväxter. Inga underarter finns listade i Catalogue of Life.